# X-20 Dyna-Soar
X-20 Dyna-Soar е военен проект на САЩ за пилотиран орбитален полет с ракетоплан.

## История
Програмата стартира през 1959 г. и е втори етап и логично развитие на вече започналата програма X-15. Ракетоплана тип „глидер“ е трябвало да бъде изведен на околоземна орбита от междуконтинентална балистична ракета „Навахо“. Приземяването се извършва както при X-15 и космическа совалка. Идеята е била космическия кораб да бъде използван единствено за нуждите на USAF.

## Селекция 1960 Dyna-Soar Group
През април 1960 г. са избрани от USAF 7 тест пилоти, които започват обучение по тази програма:
- Нийл Армстронг
- Пийт Найт
- Бил Дана
- Хенри Гордън
- Ръсел Роджърс
- Милт Томпсън
- Джеймс Ууд

## Прекратяване на проекта
През 1962 г. Нийл Армстронг и Бил Дана напускат програмата Х-20 Dyna-Soar, за да се присъединят към НАСА. Целият проект е прекратен през 1963 г. след като първите полети на американски астронавти са вече факт, а USAF са окончателно лишени от възможност за самостоятелна разработка на космически летателни апарати.